# سن كوك
سن كوك (بالصينية: 郭新) هو عالم فلك صيني، ولد في 1949 في هونغ كونغ في الصين.